# Night Dreamer
Night Dreamer è un album del sassofonista jazz Wayne Shorter, registrato il 29 aprile del 1964. Si tratta del primo album inciso per l'etichetta discografica Blue Note Records.
Tutti i brani sono stati composti e arrangiati da Wayne Shorter stesso.

## Tracce
1. Night dreamer – 07:15
2. Oriental folk song – 06:50
3. Virgo – 07:05
4. Black nile – 06:25
5. Charcoal blues – 06:50
6. Armageddon – 06:20
7. Virgo (alternate take) - 07.00

## Formazione
- Wayne Shorter – sassofono tenore
- Lee Morgan – tromba
- McCoy Tyner – pianoforte
- Reginald Workman – contrabbasso
- Elvin Jones – batteria